# Capanna del Monte Bar
La capanna del Monte Bar, situata sotto la cima dell'omonimo monte, è un rifugio alpino situato nel comune di Capriasca, nel Canton Ticino, nelle Prealpi Luganesi, a 1.600 m s.l.m.

## Storia
Fu inaugurata nel 1936, e ampliata nel 1993.
Nel 2014 il Club Alpino Svizzero - Sezione Ticino - ha indetto un concorso per la progettazione di un nuovo rifugio.
A fine 2016 ha aperto i battenti la nuova struttura progettata dall'Atelier PeR di Mendrisio, vincitore del concorso anonimo.

## Accessi
- Corticiasca 1.016 m
  - Corticiasca è raggiungibile anche con i mezzi pubblici
  - Tempo di percorrenza: 1,30 ore
  - Dislivello: 600 metri
  - Difficoltà: T2
- Alpe Rompiago 1.180 m
  - L'Alpe Rompiago è raggiungibile in auto.
  - Tempo di percorrenza: 1,30 ore
  - Dislivello: 420 metri
  - Difficoltà: T1
- Roveredo (TI) 727 m
  - Roveredo TI è raggiungibile anche con i mezzi pubblici.
  - Tempo di percorrenza: 4 ore
  - Dislivello: 900 metri
  - Difficoltà: T2
- Gola di Lago 972 m
  - Gola di Lago è raggiungibile in auto.
  - Tempo di percorrenza: 2,30 ore
  - Dislivello: 630 metri
  - Difficoltà: T2

## Ascensioni
- Monte Bar 1.816 m
  - Tempo di percorrenza: 45 min
  - Dislivello: 200 metri
  - Difficoltà: T2

## Traversate
- Capanna Ginestra 2 ore
- Capanna Pairolo 6 ore
- Capanna Gesero 10 ore